# Ménéac
Ménéac [meneak] est une commune française, située dans le département du Morbihan en région Bretagne.

## Géographie
| Coëtlogon Côtes-d'Armor | Gomené Côtes-d'Armor | Merdrignac Côtes-d'Armor |
| La Trinité-Porhoët      | Ménéac               | Illifaut Côtes-d'Armor   |
| Mohon                   | Guilliers            | Évriguet, Brignac        |

### Situation
Ménéac est une commune de l'arrondissement de Pontivy et du canton de Ploërmel. Elle est située dans le centre-Bretagne, en limite des Côtes-d'Armor, à 40 minutes de Rennes par la RN 164. Le bourg est situé sur une éminence pierreuse dominant un ensemble faiblement vallonné.
Ménéac est située au cœur du plateau de Rohan (appellation discutable car la topographie est marquée par des collines désordonnées où ne se discerne aucune direction nette, et non par une surface plane), topographie en pente vers le sud. Ce plateau de Rohan qui s'étend de la baie de Douarnenez à la Sarthe est « un massif plutôt anticlinal, formé par des rides parallèles orientées à 70°, obliques par conséquent aux systèmes précédents et ondulant la masse si uniforme par les caractères lithologiques des phyllades de Saint-Lô, altérés, argileux, imperméables ».
Ménéac appartient à une unité paysagère appelée plateau de Pontivy-Loudéac, plus précisément le plateau de l'Yvel qui montre des étendues cultivées (cultures céréalières et fourragères) associées à peu de bocage, à l'état résiduel, avec une végétation s'exprimant le plus souvent sous forme de forêts, boisements ou bosquets. La « plaine » de Pontivy est en effet constituée de paysages monotones qui portent, selon le géographe Pierre-Yves Le Rhun, la marque d'une spéculation prédominante qui a éliminé la polyculture vivrière et l'élevage au profit d'une « étendue céréalière qui rappelle maintenant la Beauce, à moins que ce ne soit le Middle-West ». Dans cette unité, se distingue Ménéac dont les roches magmatiques siliceuses donnent naissance par le processus d'arénisation, à des argiles sableuses, ce qui explique que le plateau de l'Yvel présente les caractères marqués d'un paysage agricole moderne, constitué de grandes parcelles de cultures et ponctué de nombreux bâtiments d'élevage, de stockage et de transformation.
L'environnement forestier de la commune de Ménéac comprend des boisements épars essentiellement constitués par des ripisylves. La superficie forestière est inférieure à 30 % de la superficie communale. Les unités forestières sont relativement peu étendues et morcelées à l'image des
paysages bocagers qu'elles composent.

### Hydrographie
Pour un article plus général, voir Réseau hydrographique du Morbihan.
La commune est située dans le bassin Loire-Bretagne. Elle est drainée par le Ninian, l'Yvel, le Léverin, le ruisseau de la Ramée, le Gloaron et divers autres petits cours d'eau,.
Le Ninian, d'une longueur de 60 km, prend sa source dans la commune de Laurenan et se jette  dans le canal de Nantes à Brest à Val d'Oust, après avoir traversé 16 communes. 
L'Yvel, d'une longueur de 58 km, prend sa source dans la commune de Saint-Vran et se jette  dans le Ninian à Taupont, après avoir traversé douze communes. 
Le Léverin, d'une longueur de 27 km, prend sa source dans la commune  et se jette  dans le Ninian à Helléan, après avoir traversé sept communes. 
Le ruisseau de la Ramée, d'une longueur de 11 km, prend sa source dans la commune de Gomené et se jette  dans l'Yvel à Merdrignac. 

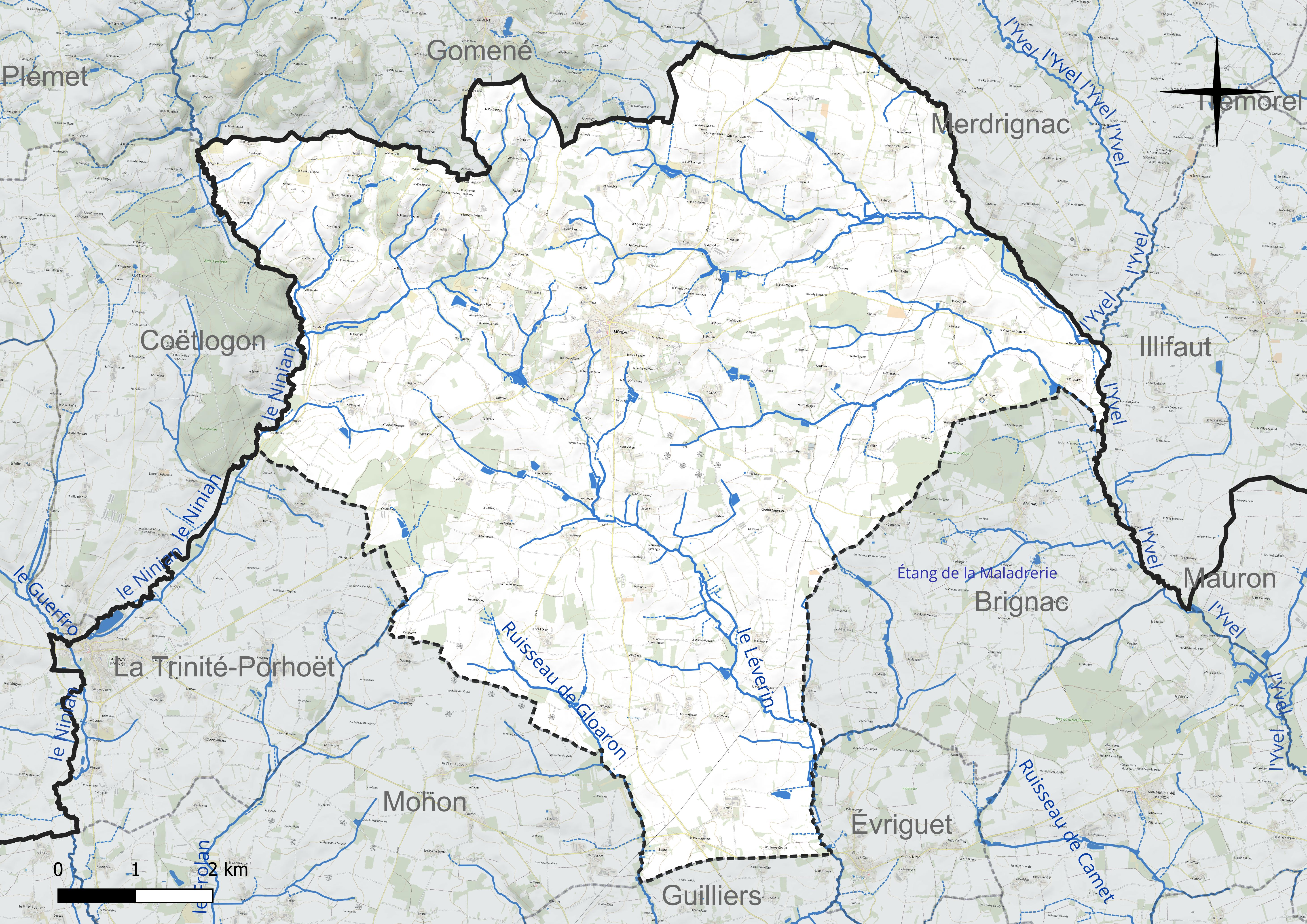
Réseau hydrographique de Ménéac.

### Climat
Pour des articles plus généraux, voir Climat de la Bretagne et Climat du Morbihan.
En 2010, le climat de la commune est de type climat océanique franc, selon une étude du CNRS s'appuyant sur une série de données couvrant la période 1971-2000. En 2020, Météo-France publie une typologie des climats de la France métropolitaine dans laquelle la commune est exposée à un climat océanique et est dans une zone de transition entre les régions climatiques « Finistère nord » et « Bretagne orientale et méridionale, Pays nantais, Vendée ». Parallèlement l'observatoire de l'environnement en Bretagne publie en 2020 un zonage climatique de la région Bretagne, s'appuyant sur des données de Météo-France de 2009. La commune est, selon ce zonage, dans la zone « Intérieur Est », avec des hivers frais, des étés chauds et des pluies modérées.
Pour la période 1971-2000, la température annuelle moyenne est de 10,9 °C, avec une amplitude thermique annuelle de 12,2 °C. Le cumul annuel moyen de précipitations est de 842 mm, avec 13,3 jours de précipitations en janvier et 6,9 jours en juillet. Pour la période 1991-2020, la température moyenne annuelle observée sur la station météorologique la plus proche, située sur la commune de Merdrignac à 7 km à vol d'oiseau, est de 11,7 °C et le cumul annuel moyen de précipitations est de 905,0 mm,. Pour l'avenir, les paramètres climatiques de la commune estimés pour 2050 selon différents scénarios d'émission de gaz à effet de serre sont consultables sur un site dédié publié par Météo-France en novembre 2022.

### Cadre géologique

Carte géologique du Massif armoricain.

Menéac est situé dans le domaine centre armoricain, unité géologique du Massif armoricain qui est le résultat de trois chaînes de montagnes successives. Le site géologique du Méné se situe plus précisément dans un vaste bassin sédimentaire au relief peu marqué et aux sols pauvres. Dans ce bassin briovérien, les sédiments issus de l'érosion du segment occidental la chaîne cadomienne se sont accumulés sur plus de 15 000 m d'épaisseur et se sont métamorphisés (micaschistes à andalousite et cornéennes). Ménéac correspond à la partie méridionale du massif de Plémet-Ménéac, pluton granitique qui s'est inséré dans le plateau schisteux en y développant à son contact des auréoles de métamorphisme de contact. Le monzogranite de Ménéac à biotite et muscovite (daté de l'ordovicien, 468 ± 5 MA) est un granite gris clair à gris-bleu qui forme une hauteur topographique nettement distincte dans le paysage.

## Urbanisme

### Typologie
Au 1er janvier 2024, Ménéac est catégorisée commune rurale à habitat dispersé, selon la nouvelle grille communale de densité à sept niveaux définie par l'Insee en 2022.
Elle est située hors unité urbaine et hors attraction des villes,.

### Occupation des sols
L'occupation des sols de la commune, telle qu'elle ressort de la base de données européenne d’occupation biophysique des sols Corine Land Cover (CLC), est marquée par l'importance des territoires agricoles (92,4 % en 2018), une proportion sensiblement équivalente à celle de 1990 (92,5 %). La répartition détaillée en 2018 est la suivante :
terres arables (69,5 %), zones agricoles hétérogènes (15,8 %), prairies (7,1 %), forêts (6 %), zones urbanisées (1,6 %). L'évolution de l’occupation des sols de la commune et de ses infrastructures peut être observée sur les différentes représentations cartographiques du territoire : la carte de Cassini (XVIIIe siècle), la carte d'état-major (1820-1866) et les cartes ou photos aériennes de l'IGN pour la période actuelle (1950 à aujourd'hui).

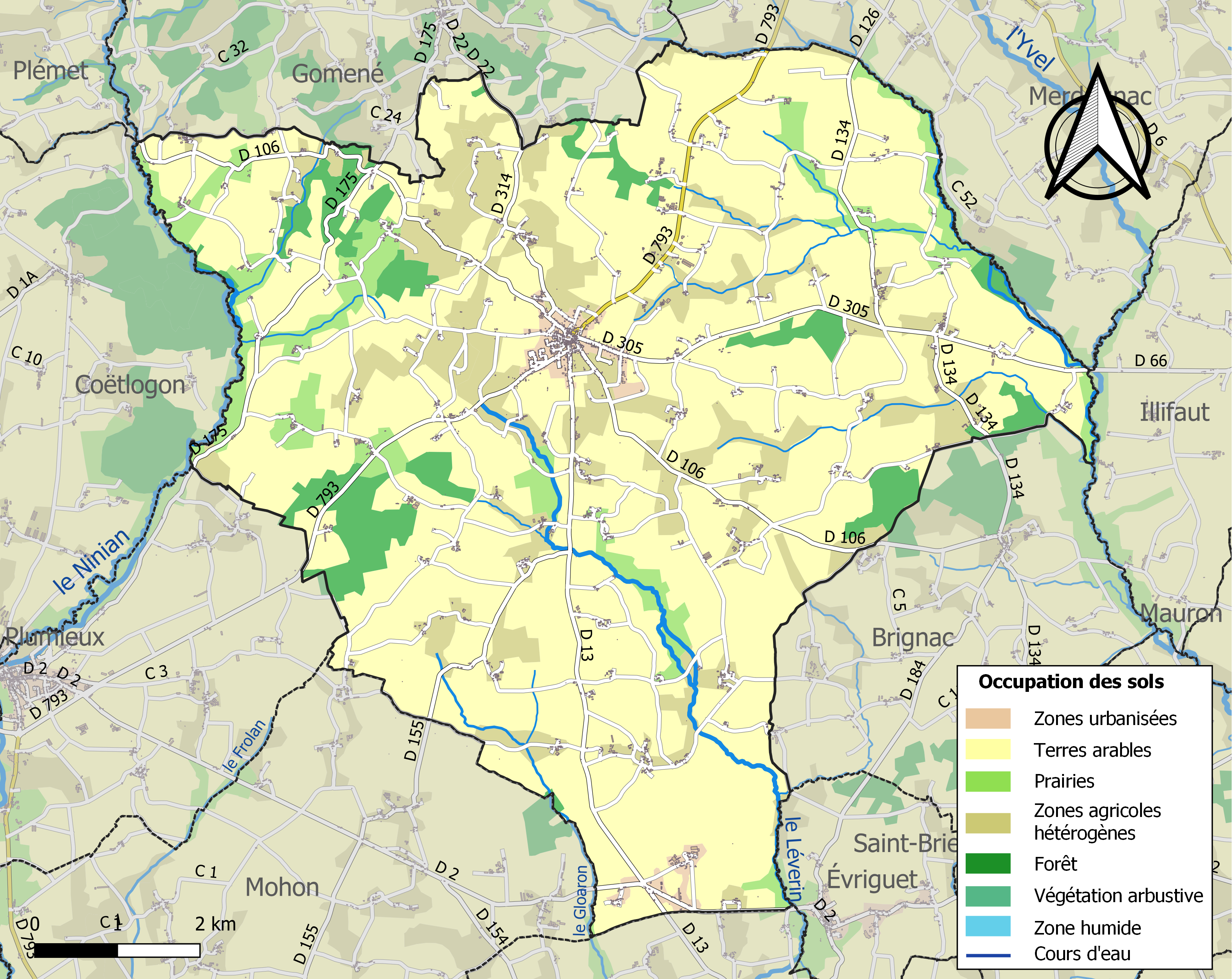
Carte des infrastructures et de l'occupation des sols de la commune en 2018 (CLC).

## Toponymie
Le nom de la localité est attesté sous les formes Miniac en 1082, Miniaco de Porrehoit en 1130, Meneat en 1149, Miniachum en 1153, Miniac en 1222, Meneac en 1296, Menyac en 1371 et enfin Meneac en 1453.
Il s'agit d'une formation toponymique gauloise ou gallo-romaine en -(i)acum, suffixe à valeur locative à l'origine, ayant pris le sens plus général de « propriété ».
Le premier élément Men- représente le nom de personne latin (porté par un autochtone) Minius,. Cet anthroponyme est aussi donné comme gaulois et appartient à toute une série de noms gaulois bien attestés dans des inscriptions Minius, Minnius, Minicus, Minuso, etc. basés sur le thème gaulois minio-, meno- « doux ». L'explication par le breton Menec, Meneg « lieu pierreux » est difficilement compatible avec la nature des formes anciennes, car maen « pierre » en breton est men en ancien breton (cf. gallois maen, cornique mên). Le traitement de la finale -(i)acum > -eac correspond à l'évolution phonétique de ces toponymes en zone de bilinguisme roman / breton, alors qu'on attendrait -(a)y ou -é comme à l’extrême est et au sud de la Bretagne.
D'autres spécialistes ont proposé « mais Ménéac est le rigoureux équivalent phonétique du gallois mynyddog, « montagneux », dérivé de mynydd, en breton KLT menez, en vannetais mané, mené ou  miné. Ces trois variantes vannetaises du nom de la montagne, augmentées de la désinence adjective -ac. Est-ce que l'aspect des lieux vérifie cette explication par un nom commun ? Si oui, il serait bien étrange que tous les Minius aient choisi de s'établir sur une hauteur ou un endroit accidenté, et l'explication par un nom de propriétaire (ne l'invente-t-on point parfois pour les besoins de la cause ?) devrait être abandonnée ». Il a été montré plus récemment que la thèse sur l'origine anthroponymique du premier élément de très nombreux toponymes en -(i)acum se vérifiait depuis les plus anciennes inscriptions gauloises, car Dubnocaratiaci dans la phrase d(e)ae Rosmertae Dubnocaratiaci, ne pouvait représenter que le nom de personne Dubnocaratius + suffixe -acum.
Homonymie avec deux communes de l'Ille-et-Vilaine : Miniac-Morvan et Miniac-sous-Bécherel.

## Histoire

### Néolithique
Le territoire de Ménéac est occupé dès le Néolithique comme le prouvent les différents menhirs situés sur la commune, par exemple aux villages de Camblot ou de Bellouan.

### Protohistoire et antiquité
Au lieu-dit du Val Bodron, un établissement agricole gaulois a été bâti sur un site déjà occupé durant l'âge du bronze. Cette ferme dédiée à l'activité céréalière a été abandonnée à la fin de la Tène finale, puis partiellement réoccupée jusqu’au Ier siècle.
Au lieu-dit de l'Épine Fort, un important établissement agricole gaulois a été mise au jour en 2020. Il a été daté du Ve au IIe siècle av. J.-C..

### Moyen Âge et Ancien Régime
La paroisse de Ménéac est fondée au début du XIe siècle par des moines venus de l'abbaye du Mont-Saint-Michel. D'abord simple chapellerie de Saint-Yguer en 1638, Ménéac est érigé en trève vers 1668, avec chapelle et cimetière. La paroisse faisait alors partie de l'évêché de Saint-Malo et du prieuré de Saint-Martin de Josselin. L'église romane datant de cette époque fut remplacée au XIXe siècle par l'église actuelle.
Ménéac comptait plus de trois mille habitants à la fin de l'Ancien Régime. Y vivaient habituellement une quinzaine de prêtres habitués, fils de petits notables de la paroisse, qui attendaient qu'une place de vicaire se libère, vivant de petits bénéfices attachées à des chapelles particulières. La noblesse y était également nombreuse : Les Troussier, les Motte de Kerdreux, les Guého de la Muce, les Lorfeuvre... Certaines familles aux XVIe et XVIIe siècles, à l'instar des Lorfeuvre, mirent leur noblesse en sommeil. Il y avait plusieurs juridictions seigneuriales, ce qui fait qu'une trentaine de propriétaires aisés et de cadets de noblesse exerçaient des charges de notaires, de greffiers et de procureurs fiscaux.

### Révolution française
Le cahier de doléances fut rédigé par le conseil de fabrique le 5 avril 1789. Ce cahier présente ses doléances « pour entrer, avec reconnaissance dans les vues de Sa Majesté » [...], soucieux « du moins [que] sa bonne volonté [soit] agréable à son souverain qu'il adore ». Le cahier dénonce les corvées, les chasses, le poids des impôts (en se livrant à une démonstration noircissant le tableau avec une mauvaise foi évidente : ainsi, à titre d'exemple, la dîme est présentée comme prélevant un dixième du revenu alors qu'à Ménéac la dîme ne prélève qu'une gerbe sur trente-six et non une sur dix. De même, le poids de l'impôt est calculé par rapport au « revenu » officiel de la terre, c'est-à-dire un vingtième de la valeur du capital, alors que ce revenu est ce que retire un propriétaire qui loue sa terre et non ce qu'en retire l'exploitant qui la fait valoir directement, l'exploitant en retirant habituellement plus du triple). Le cahier réclame l'équité fiscale, l'exemption du clergé du don gratuit, l'augmentation de la portion congrue, la suppression des abbayes, la diminution du nombre de couvents, la diminution des revenus des prélats. Il souhaite une réforme de la coutume voir une uniformisation des lois. Il demande que la dette soit férifiée et les lois du royaume fixées préalablement au consentement de l'impôt.
En 1791, les prêtres de la paroisse refusèrent de prêter serment à la Constitution civile du clergé. Ils furent soutenus par la population.
Le conseil municipal, présidé par Nicolas Pichot, fut dénoncé à deux reprises au cours de l'hiver 1791-1792 comme contre-révolutionnaire par une poignée de pétitionnaires patriotes, qui n'ont pas réussi à réunir dix signatures car l'immense majorité de la population soutient le conseil et les prêtres réfractaires. Les membres du conseil étaient, d'après les pétitionnaires patriotes, d'anciens procureurs fiscaux et notaires seigneuriaux, proches des anciens seigneurs. Le conseil municipal avait ordonné au prêtre jureur d'enregistrer les baptêmes qu'il n'avait pas célébrés (et qui l'avaient été par des prêtres réfractaires). Comme le prêtre jureur refusa de s'incliner, le conseil décida de lui retirer la tenue des registres paroissiaux. La commune de Ménéac fut alors, pendant quelques semaines, occupée par un détachement de soldats qui se livrèrent à des pillages dont le conseil municipal se plaignit. Au début du mois d'avril 1792, le prêtre jureur, isolé et découragé, démissionna. Le conseil municipal décida alors de rappeler les anciens prêtres, insermentés, produisant à l'appui de sa décision une pétition signée par plus de quatre-vingts citoyens. Le directoire du département convoqua à Vannes les membres du conseil pour les sermonner.
Au printemps 1793, des incidents contre-révolutionnaires éclatèrent. Ils furent évoqués à la Convention nationale. Dans les années qui suivirent, la population participa massivement à la chouannerie. En juillet 1799, le recteur insermenté, l'abbé Le Mée, fut arrêté à la Catredaie chez François Pencolé chez lequel il avait passé la nuit. Il fut déporté à l'Île de Ré où il demeura incarcéré pendant quelques mois.

### LeXIXesiècle
En 1866, une épidémie de variole fit 100 malades et provoqua 42 décès à Ménéac.
En 1874 une pétition déposée à l'Assemble nationale signée par des habitants de Campénéac et Ménéac demande « le rétablissement, dans le plus bref délai, de a royauté, en la personne d'Henri V, héritier légitime de la couronne de France ».

### LeXXesiècle

#### La Belle Époque
Le 19 août 1903, en vertu de la loi sur les congrégations, le commissaire de police de Ploërmel ordonne aux religieuses de Ménéac de quitter leur maison avant le 1er septembre. Elles donnaient l'instruction à plus de 200 enfants.
En 1907 le journal L'Ouest-Éclair déplore l'arriération des pratiques agricoles dans la région : « Que de landes encore, du côté de Campénéac par exemple, et comme les paysans sont routiniers par là. À Malestroit c'est pis encore ; de Saint-Marcel au Roc-Saint-André, par Sérent, de Réminiac à Monterrein, par Caro, comptez les terrains incultes, à peine plantés de maigres sapins. (..) Pourquoi alors ces progrès si lents qui paraissent nuls ? Pourquoi le sol de Sérent ou de Ménéac ne produiraient-ils pas aussi bien que celui de Bréhan ? Ces terrains sont trop maigres, dira-t-on. (..) La faute n'est pas à la terre, elle n'est pas plus au manque de bras, elle est au manque d'initiative, au manque d'influences compétentes ».

#### L'Entre-deux-guerres
En 1919 à l'école des filles de Ménéac « les classes sont exigües, obscures, les tables se disloquent et les enfants ne peuvent pas écrire ; il faut cependant faire des leçons d'écriture dans les formes et obtenir des résultats, ô ironie !.. » écrit une institutrice.

## Héraldique
| Blason de Ménéac | Blason  | De gueules, à trois écussons d'argent chargés chacun de trois mouchetures d'hermine de sable, deux et un. |
| Blason de Ménéac | Détails | Armoiries de Jean Du Bé, seigneur du lieu-dit Le Bé, de Menéac, de la Morlaye, de Saint-Aubin, de la Colinaye, de Saint-Jean-sur Couaisnon, de la Garenne et de la Hachenaye, de Paimpont, de Trébert, de Concoret, de la Lande et d’Etrellos. Enregistrées à l'armorial Général, le brevet d'enregistrement ayant été délivré à Paris en juillet 1698. Ce sont également les armoiries des familles Riant et Coëtlogon. Ces armoiries ont été adoptées par Raymond Dubé en 1966 pour l'Association des Dubé d'Amérique, puis finalement par la commune de Ménéac dans le Morbihan en 1973. Le statut officiel du blason reste à déterminer. |

## Politique et administration
| Période                                  | Période               | Identité                                       | Étiquette          | Qualité |
| ---------------------------------------- | --------------------- | ---------------------------------------------- | ------------------ | --- |
| Les données manquantes sont à compléter. |                       |                                                |                    | |
| mars 1790                                | juin 1790             | Mathurin Lorfeuvre                             |                    | Vicaire |
| 1791                                     |                       | Nicolas Pichot                                 |                    | Notaire |
| 1815                                     | septembre 1830        | François-Fortuné du Plessis-Mauron de Grenédan | Ultra-royaliste    | Propriétaire Député du Morbihan (1824 → 1827) |
| septembre 1830                           | mai 1835              | Jean Pencolé                                   | Légitimiste modéré | Propriétaire |
|                                          |                       |                                                |                    | |
| avant 1903                               | après 1903            | Emmanuel Perret                                |                    | |
| Les données manquantes sont à compléter. |                       |                                                |                    | |
| ca. 1937                                 |                       | Joseph Gastard                                 | Rad.               | Commerçant Conseiller général de La Trinité-Porhoët (1919 → 1940 et 1945 → 1949) Chevalier de la Légion d'honneur                                                            |
| octobre 1947                             | mars 1971             | Émile Bellamy                                  | Rad.               | Cultivateur Conseiller général de La Trinité-Porhoët (1955 → 1967) |
| mars 1971                                | mars 1989             | Raymond Gillet                                 | DVD                | Enseignant |
| mars 1989                                | juin 2000 (démission) | Bernard Perrachon                              | RPR                | Cadre industriel retraité Conseiller général de La Trinité-Porhoët (1992 → 2000) 2e vice-président de la CC du Porhoët (2000) Président du Centre-Est Bretagne (1992 → 2000) |
| juin 2000                                | mars 2001             | Rémi Daniel                                    |                    | Exploitant agricole |
| mars 2001                                | mai 2020              | Yvette Folliard                                | UDF puis MoDem     | Cadre hospitalier retraitée 1re vice-présidente de la CC du Porhoët (2008 → 2014)                                                                                            |
| mai 2020                                 | En cours              | Michel Pichard                                 | DVD                | Agent d'assurance retraité 1er vice-président de Ploërmel Communauté (2017 → )                                                                                               |

## Démographie
L'évolution du nombre d'habitants est connue à travers les recensements de la population effectués dans la commune depuis 1793. Pour les communes de moins de 10 000 habitants, une enquête de recensement portant sur toute la population est réalisée tous les cinq ans, les populations de référence des années intermédiaires étant quant à elles estimées par interpolation ou extrapolation. Pour la commune, le premier recensement exhaustif entrant dans le cadre du nouveau dispositif a été réalisé en 2005.

En 2022, la commune comptait 1 478 habitants, en évolution de −6,22 % par rapport à 2016 (Morbihan : +3,82 %, France hors Mayotte : +2,11 %).
| 1793  | 1800  | 1806  | 1821  | 1831  | 1836  | 1841  | 1846  | 1851  |
| ----- | ----- | ----- | ----- | ----- | ----- | ----- | ----- | ----- |
| 3 207 | 2 759 | 3 019 | 3 148 | 3 487 | 3 527 | 3 425 | 3 425 | 3 560 |

| 1856  | 1861  | 1866  | 1872  | 1876  | 1881  | 1886  | 1891  | 1896  |
| ----- | ----- | ----- | ----- | ----- | ----- | ----- | ----- | ----- |
| 3 422 | 3 479 | 3 420 | 3 464 | 3 750 | 3 873 | 3 751 | 3 790 | 3 805 |

| 1901  | 1906  | 1911  | 1921  | 1926  | 1931  | 1936  | 1946  | 1954  |
| ----- | ----- | ----- | ----- | ----- | ----- | ----- | ----- | ----- |
| 3 827 | 4 028 | 3 948 | 3 449 | 3 262 | 3 180 | 3 155 | 2 841 | 2 694 |

| 1962  | 1968  | 1975  | 1982  | 1990  | 1999  | 2005  | 2006  | 2010  |
| ----- | ----- | ----- | ----- | ----- | ----- | ----- | ----- | ----- |
| 2 615 | 2 514 | 2 185 | 2 046 | 1 837 | 1 690 | 1 704 | 1 712 | 1 586 |

| 2015  | 2020  | 2022  | - | - | - | - | - | - |
| ----- | ----- | ----- | - | - | - | - | - | - |
| 1 584 | 1 512 | 1 478 | - | - | - | - | - | - |

## Lieux et monuments

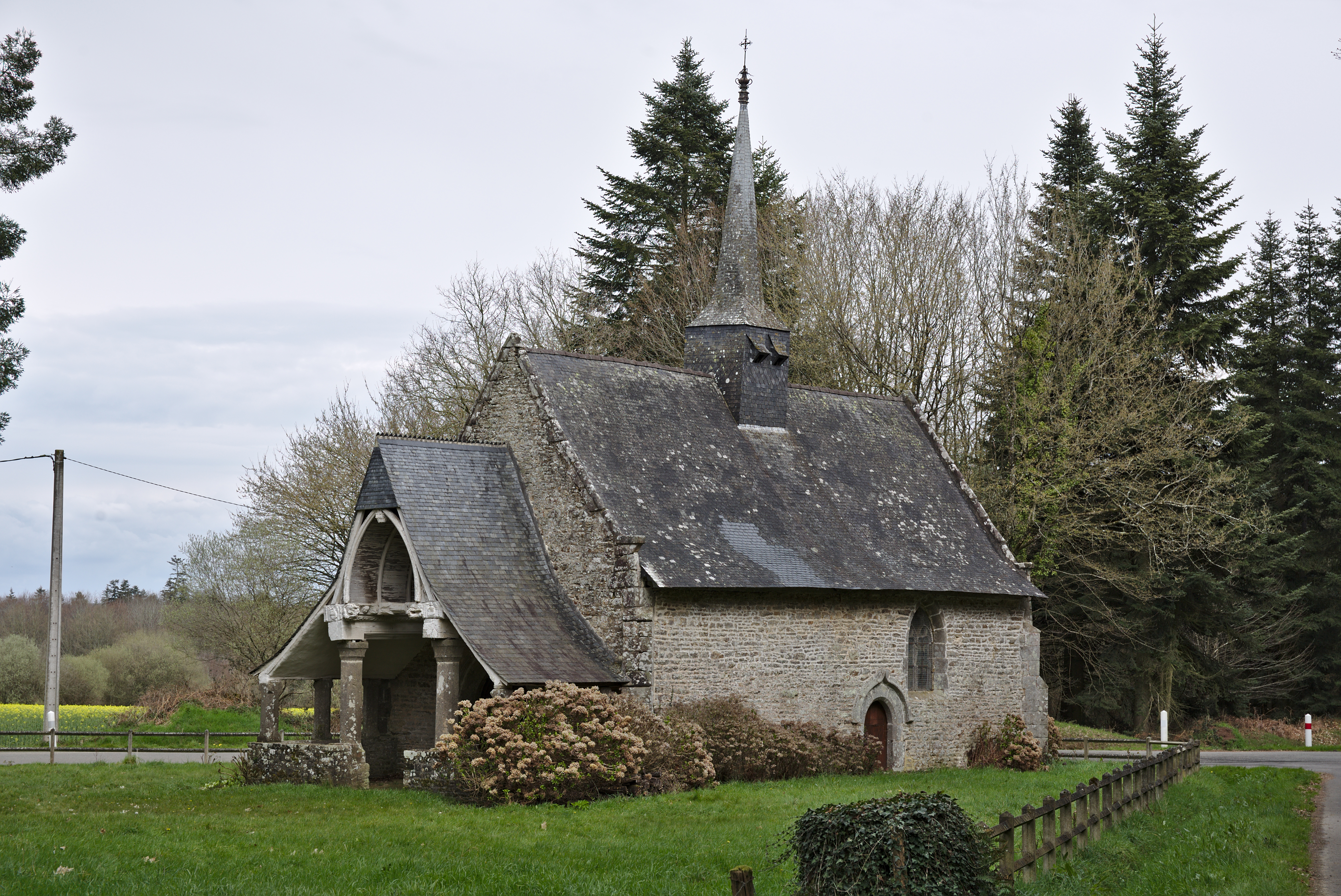
La chapelle de la Riaye.
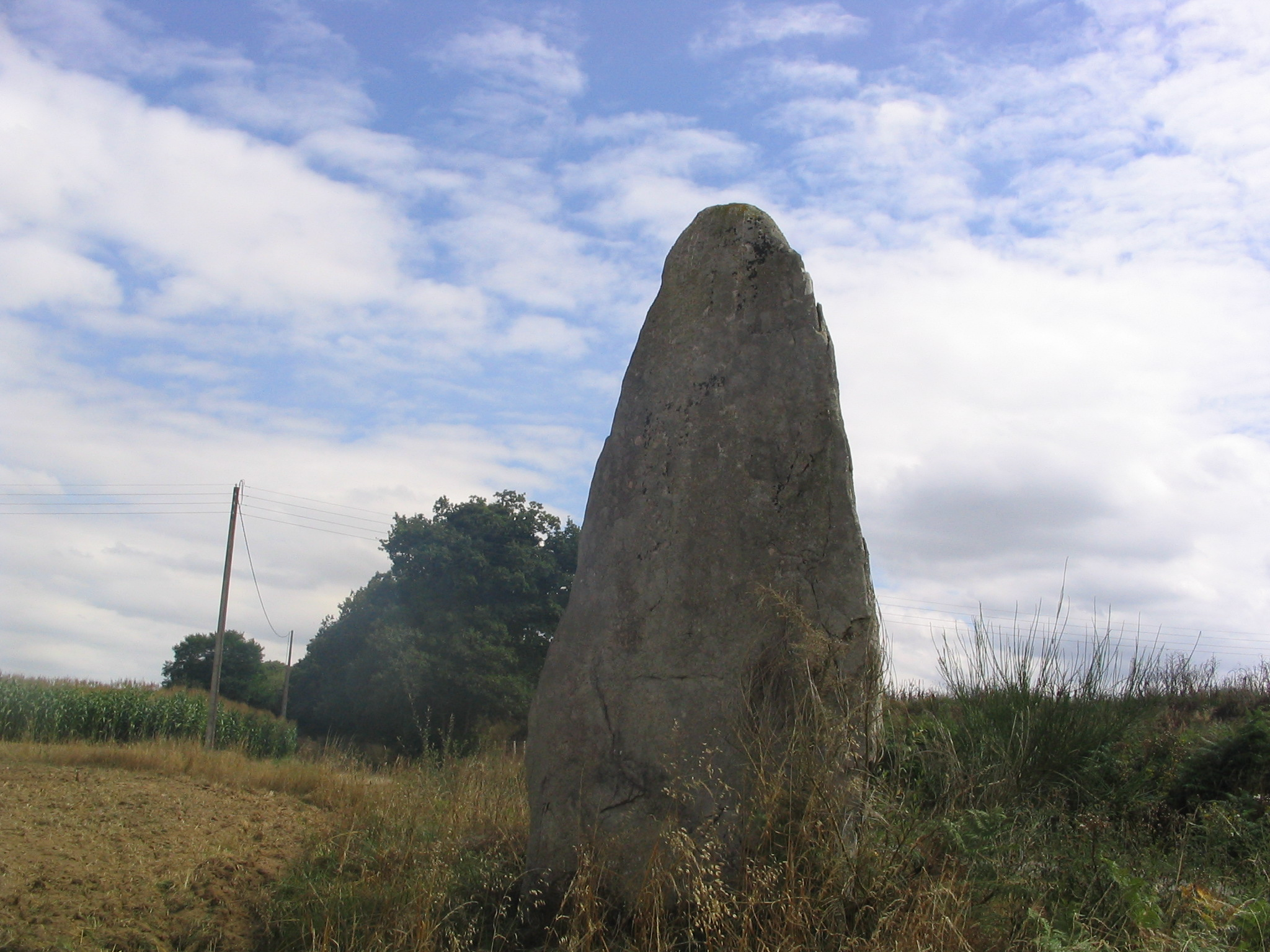
Le menhir de Camblot.
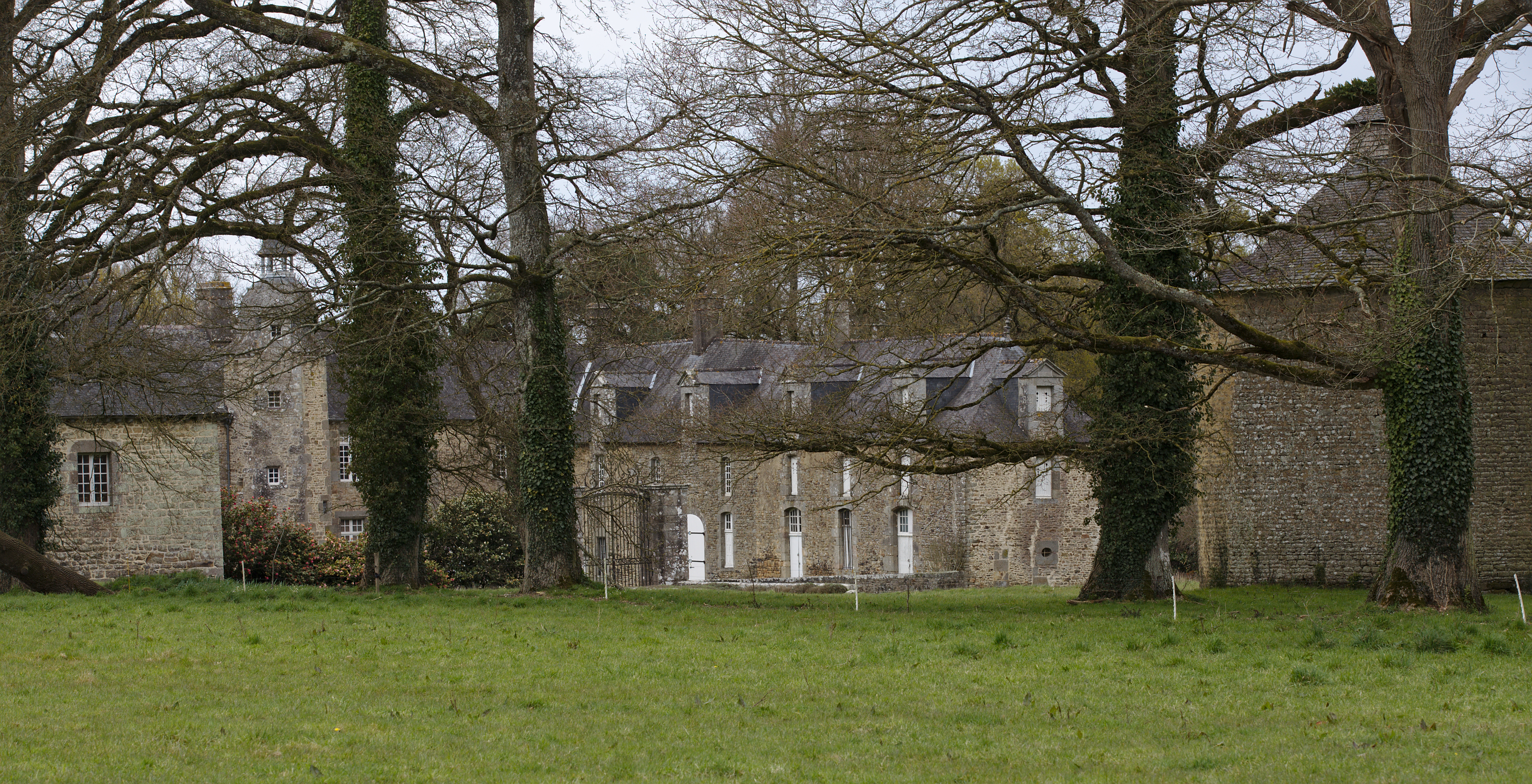
Château de la Riaye.

- Chapelle de la Riaye, située au lieu-dit « la Riaye », inscrite monument historique en 1929.
- Manoir du Plessis-Rebours, inscrit monument historique en 2006.
- Groupe de 6 éoliennes à la limite avec Mohon, atteignant 108 m de haut.
- Groupe de 7 éoliennes sur la route de Brignac.
- Le menhir de Camblot.
- Église Saint-Jean-Baptiste.

## Personnalités liées à la commune
- Famille Huchet
- Jean du Plessis de Grenédan, alias « Yves » (20 nov 1890 à Mayenne (53)-20 mai 1943), ancien combattant de la Première Guerre mondiale, affecté au 17e GRCA en 1940, prisonnier de guerre puis évadé, créateur d'un réseau de renseignements de la Résistance, « Mort en déportation » le 20 mai 1943 à Wittlich, en Allemagne. Il fut conseiller municipal de Ménéac et créateur du syndicat agricole communal regroupant 200 cultivateurs. Un monument à sa mémoire fut érigé à Ménéac sur un menhir.
- François-Fortuné du Plessis-Mauron de Grenédan, député ultra-royaliste, maire de Ménéac (1815-1830)
- Le peintre Pierre Gilles est né à Ménéac le 7 septembre 1913.
- Henri Androuët, né le 2 avril 1886 au village du Pont-Rio. créateur en 1909 à Paris des fromageries Androuët[54]
- L’écrivain Guy Darol, pensionnaire chez les Sœurs des Écoles Chrétiennes de Ménéac, a grandi dans le hameau de La Ville-Jéhan.